# Zbigniew Schneigert
Zbigniew Schneigert (ur. 30 marca 1910 we Lwowie, zm. 30 października 1998 w Zakopanem) – polski nauczyciel, inżynier i działacz społeczny związany z Zakopanem. 

## Życiorys
Ukończył studia na Politechnice Lwowskiej. Jako student działał m.in. w Polskim Towarzystwie Tatrzańskim. Przed wojną i podczas okupacji pracował w firmach budowlanych, m.in. spółce Bauhof. W czasie II wojny światowej związany z konspiracją niepodległościową w rodzinnym mieście, był świadkiem zbordni dokonanej na lwowskich profesorach w 1941. 
W lutym 1945 osiedlił się w Zakopanem, podejmując pracę w charakterze dyrektora Państwowych Kolei Linowych. Był działaczem i prezesem Polskiego Towarzystwa Tatrzańskiego, które w latach 50. włączono do PTTK. W latach 1951–1984 pracował jako nauczyciel w Technikum Budowlanym w Zakopanem. W 1966 obronił doktorat na Politechnice Śląskiej. Był projektantem mostów, domów i wyciągów narciarskich. 
Działał społecznie, będąc przez 40 lat członkiem Miejskiej Rady Narodowej w Zakopanem oraz jej wiceprzewodniczącym przez 4 kadencje. Tworzył struktury Stronnictwa Demokratycznego na Podhalu, przez długi okres pełnił obowiązki przewodniczącego Miejskiego Komitetu w Zakopanem. W 1981 był delegatem na XII Kongres SD oraz wiceprzewodniczącym jego obrad. W tym samym roku stanął na czele reaktywowanego Polskiego Towarzystwa Tatrzańskiego. 
Po przełomie 1989 zakładał Towarzystwo Przyjaciół Lwowa, zostając jego pierwszym przewodniczącym. Poświęcił się pisaniu prac z dziedziny nowoczesnej broni (rakietowej i kosmicznej). Był członkiem Ancient Astronaut Society. 
W okresie PRL był autorem kilku niezrealizowanych koncepcji usprawnienia komunikacji w obrębie Zakopanego i jego okolic: budowy kolei jednoszynowej z Podczerwonego do Tatrzańskiej Łomnicy (przez: Zakopane, Poronin, Łysą Polanę) opracowanej przy udziale czechosłowackich inżynierów, zasilanej elektrycznością kolejki linowej prowadzącej z okolic dworca PKP do Kuźnic (wzdłuż potoku Bystra), jak również wprowadzenia w mieście trolejbusów (na wzór linii funkcjonujących na górzystym Krymie). 
Mieszkał w Zakopanem przy ul. Weteranów Wojny. Na ulicach miasta pojawiał się z charakterystycznym czarnym owczarkiem alzackim. Został pochowany na Nowym Cmentarzu przy ul. Nowotarskiej. 

## Wybrane publikacje
- Aerial ropeways and funicular railways [transl. by Edward Jakóbowicz, Władysław Iwiński], Pergamon Press, Oxford; Wydawnictwa Komunikacji i Łączności, Warsaw 1966
- Broń i strategia nuklearna, Wydawnictwo "Epoka", Warszawa 1983
- Koleje niekonwencjonalne, Wydawnictwa Komunikacji i Łączności, Warszawa 1971
- Wojskowe koleje linowe, Wydawnictwo Ministerstwa Obrony Narodowej, Warszawa 1966
- Zagrożenie z Kosmosu, Wydawnictwo "Epoka", Warszawa 1987